# 新加坡新市鎮
新加坡新市鎮是指位於新加坡各地、依規劃興建的自給自足型社區。每個新市鎮的設計目標可容納最多約30萬名居民，並劃分為住宅、休閒娛樂及就業等功能區域。新市鎮由若干街區組成，每個街區再細分為多個小區。其配套設施依多層次系統配置，並遵循建屋發展局（HDB）的規劃指引。截至2022年，新加坡全國共有24個新市鎮。
新加坡改善信託基金（SIT）於1950年代首次在新加坡興建新市鎮，其規劃理念類似於英國的模式，並採取較低密度的設計。1960年代，建屋發展局（HDB）接管公共房屋發展後，新市鎮的密度有所提高，並增設更多配套設施。建屋發展局首個新市鎮大巴窑設有工業區及配備多種設施的市中心。
自20世紀70年代起，新市鎮多選址於遠離市中心的地區，並依據新市鎮模型規劃，包括由鄰里中心服務的社區以及市鎮級市中心。至1970年代後期，該模式修訂為「新市鎮結構模式」，引入區域概念及「棋盤模式」，將公共房屋與非住宅發展交錯配置。1980年代起，新市鎮設計傾向提供面積較大的單位、獨特的布局及住宅區設計，以吸引較富裕的居民並塑造城鎮特色。1990年代起，購物中心逐漸成為市中心的重要組成部分。
榜鵝21的開發引入了新市鎮規劃中的房地產模式，即以輕軌運輸系統連接的綜合用途開發項目。自2010年代起，新市鎮規劃更著重宜居性與分層設計，並透過技術整合及外部環境因素影響規劃。2018年起，每個新市鎮均制定專屬設計指引，以突顯其獨特性。
新市鎮的開發與新加坡公共房屋建設同步進行，由建屋發展局統籌管理，租期為99年。新加坡大部分住宅項目由公共部門興建與管理，約80%人口居住於此。新市鎮內的公共住宅配套完善，包括學校、超市、公園、購物中心、醫療設施及體育娛樂場地。交通方面，每個新市鎮均設有多個地鐵站及巴士轉換站，連接國內各地；部分新市鎮另配備輕軌車站。

## 歷史
新加坡的新市鎮發展始於1950年代由新加坡改善信託基金 (SIT) 建造的第一個新市鎮女皇鎮。 根據英國規劃理念規劃，該市鎮最初是在人口密度較低的情況下建造的。此外，1958年的總體規劃要求在市中心以外建設三個自給自足的新城鎮。在1960年代將SIT的房屋責任移交給建屋發展局（HDB）後，新市鎮規劃住宅區的人口密度增加，以促進社會互動。出於這個原因，皇后鎮的計劃被修改以增加人口密度，同時提供額外的便利設施。
1965年，建屋局開始建設其第一個新市鎮大巴窯。 新城鎮距離市中心約 5-8 公里（3.1-5.0英里），包含一個城鎮中心，配備商店和公共交通基礎設施等便利設施，以及幾個為居民提供就業機會的工業區。1971年的概念規劃設想了多個新城鎮，圍繞新加坡中心的集水區，並通過高速公路系統和鐵路網絡連接在一起，從 1973年的宏茂橋開始，1970年代建造的新市鎮遵循原型新市鎮模型。該模型包括由鄰里中心、次中心和學校提供服務的自給自足的社區，以及新城鎮所有社區的城鎮中心。這些新市鎮遠離中區，還包括體育設施和綠地等額外設施，在佈局和住宅區設計方面幾乎沒有變化，並使用道路和街區的編號系統區分不同的社區， 並通過不同的油漆方案。
隨後在20世紀70年代後期引入了一種修訂後的新市鎮模型，稱為新市鎮結構模型。這種模式將新市鎮的基本規劃單元從鄰里改為轄區，由若干住宅區和一個轄區中心組成，以提高社區凝聚力。此外，該模型引入了“棋盤模型”，在該模型下，公共房屋開發項目穿插於非住宅區和便利設施之中。新市鎮規劃在1980年代進一步修訂，納入更大的單位以滿足較富裕居民對空間增加的需求，並增加住宅區設計和新市鎮佈局的多樣性，以期提供新市鎮城鎮具有獨特的特徵。升級和重建計劃在舊的新城鎮啟動，以確保這些地區的設施符合當代規劃指南，而新城鎮的維護和改善，以前屬於建屋局的權限，由鎮議會處理後由1987年當選的官員領導。
1990年代見證了新加坡新城鎮購物中心的發展。 這些購物中心由私人企業在新市鎮的市中心開發，提供各種零售商店和便利設施，例如電影院和百貨公司。此外，隨著榜鵝 21 的發展，引入了新城市規劃的房地產模型，這是一種經過修訂的新城市模型。在這種模型下，公共住房和零售和教育等設施被整合到由輕軌連接的密集建築開發項目中 系統。 這些開發項目還包括一個稱為“公共綠地”的共享開放空間，旨在增強居民的社區意識。
2010年代的新城鎮規劃更加註重宜居性和特徵，新城鎮內有更多的綠地和娛樂設施，並利用新城鎮周圍的現有環境來影響其設計和佈局。通過廣泛安裝監控系統和在規劃過程中使用計算機模型，也越來越多地使用新技術。此外，自2018年起，建屋局通過引入針對每個新市鎮的設計指南，試圖讓新市鎮更具特色。這些指南為新市鎮及其各自的分區製定了具體主題，供未來發展遵循。

## 佈局
新加坡的新市鎮旨在作為獨立社區發揮作用，其基礎是提供多種用途的土地，例如住房、娛樂和就業。 通常計劃容納多達300,000名居民，它們由多個社區組成，每個社區約有20,000至30,000名居民。 每個社區又分為多個區域，由幾個街區內的400至800套公寓中的1,500名居民組成。 根據建屋局製定的指導方針，在多個層面提供便利設施。
在提供零售方面，最低水平的提供包括位於住宅區底層的場所，其次是鄰里中心，它們提供更廣泛的服務和市場。 鎮中心佔據了最高水平的零售供應，包括公共交通設施，如巴士轉換站和大型商店，如超市和百貨公司。同樣，新市鎮的公園包括為整個城鎮服務的城鎮公園和為個別社區服務的鄰里公園。

## 新市鎮列表
| 名字(英語、馬來語) | 中文      | 漢語拼音        | 泰米爾語  | 總面積 (km2) | 建設面積 (km2) | 住宅單元 | 最終預計 | 人口    |
| ------------------ | --------- | --------------- | --------- | ------------ | -------------- | -------- | -------- | ------- |
| Ang Mo Kio         | 宏茂桥    | Hóngmàoqiáo     | ஆங் மோ கியோ   | 6.38         | 2.83           | 50,726   | 58,000   | 138,200 |
| Bedok              | 勿洛      | Wùluò           | பிடோ        | 9.37         | 4.18           | 62,816   | 79,000   | 187,900 |
| Bishan             | 碧山      | Bìshān          | பீஷான்       | 6.90         | 1.72           | 20,072   | 34,000   | 61,100  |
| Bukit Batok        | 武吉巴督  | Wǔjíbādū        | புக்கிட் பாத்தோக் | 7.85         | 2.91           | 44,285   | 54,000   | 121,400 |
| Bukit Merah        | 红山      | Hóngshān        | புக்கிட் மேரா   | 8.58         | 3.12           | 54,227   | 68,000   | 141,400 |
| Bukit Panjang      | 武吉班让  | Wǔjíbānràng     | புக்கிட் பாஞ்சாங் | 4.89         | 2.19           | 35,325   | 44,000   | 118,900 |
| Choa Chu Kang      | 蔡厝港    | Càicuògǎng      | சுவா சூ காங்   | 5.83         | 3.07           | 48,900   | 62,000   | 167,200 |
| Clementi           | 金文泰    | Jīnwéntài       | கிளிமெண்டி     | 4.12         | 2.03           | 26,730   | 39,000   | 69,500  |
| Geylang            | 芽笼      | Yálóng          | கேலாங்       | 6.78         | 2.14           | 30,892   | 50,000   | 86,000  |
| Hougang            | 后港      | Hòugǎng         | ஹவ்காங்      | 13.09        | 3.67           | 57,272   | 72,000   | 179,700 |
| Jurong East        | 裕廊东    | Yùlángdōng      | ஜூரோங்       | 3.84         | 1.65           | 24,122   | 31,000   | 75,400  |
| Jurong West        | 裕廊西    | Yùlángxī        | ஜூரோங்       | 9.87         | 4.80           | 75,208   | 94,000   | 253,800 |
| Kallang/Whampoa    | 加冷/黄浦 | Jiālĕng/Huángpǔ | காலாங்       | 7.99         | 2.10           | 39,931   | 57,000   | 105,200 |
| Pasir Ris          | 巴西立    | Bāxīlì          | பாசிர் ரிஸ்    | 6.01         | 3.18           | 29,654   | 44,000   | 106,600 |
| Punggol            | 榜鹅      | Bǎng'é          | பொங்கோல்      | 9.57         | 3.74           | 50,663   | 96,000   | 146,900 |
| Queenstown         | 女皇镇    | Nǚhuángzhèn     | குவீன்ஸ்டவுன்   | 6.94         | 2.10           | 33,164   | 60,000   | 81,200  |
| Sembawang          | 三巴旺    | Sānbāwàng       | செம்பவாங்     | 7.08         | 3.31           | 30,020   | 65,000   | 81,500  |
| Sengkang           | 盛港      | Shènggǎng       | செங்காங      | 10.55        | 3.97           | 69,196   | 96,000   | 217,700 |
| Serangoon          | 实龙岗    | Shílónggāng     | சிராங்கூன்     | 7.37         | 1.63           | 21,632   | 30,000   | 66,800  |
| Tampines           | 淡滨尼    | Dànbīnní        | தெம்பினிஸ்     | 12.00        | 5.49           | 72,683   | 110,000  | 232,700 |
| Tengah             | 登加      | Dēngjiā         | தெங்கா       | 7.0          | –              | –        | –        | 10      |
| Toa Payoh          | 大巴窑    | Dàbāyáo         | தோ பாயோ      | 5.56         | 2.48           | 39,737   | 61,000   | 103,800 |
| Woodlands          | 兀兰      | Wùlán           | ஊட்லண்ட்ஸ்    | 11.98        | 4.80           | 69,900   | 102,000  | 243,300 |
| Yishun             | 义顺      | Yìshùn          | யீஷூன்       | 7.78         | 3.98           | 65,158   | 84,000   | 198,500 |